# Agrilus howdenorum
Agrilus howdenorum es una especie de insecto del género Agrilus, familia Buprestidae, orden Coleoptera.
Fue descrita científicamente por Hespenheide, 2008.